# Eucelade (astronomia)
Eucelade (dal greco Ευκελάδη), o Giove XLVII, è un satellite naturale irregolare del pianeta Giove. 

## Scoperta
È stato scoperto nel 2003, da un gruppo di astronomi dell'Università delle Hawaii guidati da Scott S. Sheppard.
Al momento della scoperta ha ricevuto la designazione provvisoria S/2003 J 1.

## Denominazione
Nel marzo 2005, l'Unione Astronomica Internazionale (IAU) gli ha assegnato la denominazione ufficiale che fa riferimento a Eucelade, che nella mitologia greca da alcuni autori è descritta come una delle muse e figlia di Zeus.

## Parametri orbitali
Il satellite è caratterizzato da un moto retrogrado ed appartiene al gruppo di Carme, composto da satelliti retrogradi ed irregolari che orbitano attorno a Giove ad una distanza compresa fra 23 e 24 milioni di chilometri, con una inclinazione orbitale pari a circa 165°.
Il satellite ha un diametro di circa 4 km e orbita attorno a Giove in 746,39 giorni, a una distanza media di 23,661 milioni di km, con un'inclinazione media di 164° rispetto all'eclittica (165° rispetto al piano equatoriale del pianeta) e un'eccentricità orbitale di 0,2721.